# Hjalmar Schacht
Hjalmar Schacht   (Tinglev, 22 de gener de 1877 - Múnic, 3 de juny de 1970) va ser un economista alemany, ministre de finances de Hitler, a qui va ajudar a finançar diverses campanyes. Descontent amb el tracte que havia rebut el seu país després de la Primera Guerra Mundial, creia que els nazis podrien redreçar la situació. El gir bèl·lic i antisemita del govern el va apropar a la resistència, tot i que creia que Hitler seguiria els seus consells. Després d'un intent de cop d'estat dels seus col·laboradors va ser detingut per les SS fins al final de la Segona Guerra Mundial.
Als Judicis de Nuremberg va ser declarat innocent, ja que no va cometre crims de guerra i aleshores va fundar un banc per contribuir al desenvolupament de països empobrits.
Mentre que Schacht va ser celebrat durant un temps pel seu paper en el "miracle econòmic" alemany, es va oposar a elements de la política de rearmament alemanya de Hitler en la mesura que va violar el Tractat de Versalles i (segons el seu punt de vista) va interrompre l'economia alemanya. Va dimitir com a president del Reichsbank el gener de 1939. Va romandre com a ministre sense cartera, i va rebre el mateix sou, fins que va deixar el govern el gener de 1943.
El 1944, Schacht va ser arrestat per la Gestapo després de l'intent d'assassinat de Hitler el 20 de juliol de 1944 perquè suposadament va tenir contacte amb els assassins. Posteriorment, va ser internat als camps de concentració i més tard a Flossenbürg. En els darrers dies de la guerra, va ser un dels 139 presoners especials i de clan  que van ser transportats per les SS de Dachau al Tirol del Sud . Aquesta ubicació es troba dins de l'àrea anomenada per Himmler la "Fortalesa alpina", i s'especula que el propòsit del transport de presoners era la intenció de retenir ostatges. Van ser alliberats a Niederdorf, Tirol del Sud, a Itàlia, el 30 d'abril de 1945.
Schacht va ser jutjat a Nuremberg, però va ser absolt malgrat les objeccions soviètiques. Més tard, un tribunal de desnazificació alemany el va condemnar a vuit anys de treballs forçats, que també va ser anul·lat en apel·lació.

## Biografia
Schacht va néixer a Tingleff, Prússia, Imperi alemany (ara a Dinamarca) de William Leonhard Ludwig Maximillian Schacht i la baronessa Constanze Justine Sophie von Eggers, nadius de Dinamarca. Els seus pares, que havien passat anys als Estats Units, van decidir originalment el nom d'Horace Greeley Schacht, en honor al periodista nord-americà Horace Greeley. No obstant això, van cedir a la insistència de l'àvia de la família Schacht, que creia fermament que el nom de pila del nen havia de ser danès. Després de completar el seu Abitur a la Gelehrtenschule des Johanneums, Schacht va estudiar medicina, filologia, ciències polítiques i finances a les universitats de Munic, Leipzig, Berlín, París i Kiel abans de doctorar-se a Kiel el 1899 - la seva tesi va ser sobre mercantilisme.
Es va unir al Dresdner Bank el 1903. El 1905, mentre feia un viatge de negocis als Estats Units amb membres de la junta del Dresdner Bank, Schacht va conèixer el famós banquer nord-americà JP Morgan, així com el president nord-americà Theodore Roosevelt. Va esdevenir director adjunt del Dresdner Bank de 1908 a 1915. Aleshores era membre del consell del de durant els següents set anys, fins al 1922, i després de la seva fusió amb el Darmstädter und Nationalbank (Danatbank, membre de la junta del Danatbank.
Schacht era un maçó, després d'haver-se unit a la lògia Urania zur Unsterblichkeit el 1908.
Durant la Primera Guerra Mundial, Schacht va ser assignat a l'estat major del general Karl von Lumm (1864–1930), el comissari bancari de la Bèlgica ocupada pels alemanys, per organitzar el finançament de les compres d'Alemanya a Bèlgica. El general von Lumm el va acomiadar sumàriament quan es va descobrir que havia utilitzat el seu anterior empresari, el Dresdner Bank, per canalitzar les remeses de bitllets de prop de 500 milions de francs de bons nacionals belgues destinats a pagar les requisicions.
Després de l'acomiadament de Schacht del servei públic, va tenir un altre breu pas al Dresdner Bank, i després diversos càrrecs a altres bancs. El 1923, Schacht va sol·licitar i va ser rebutjat per al càrrec de cap del Reichsbank, en gran part com a conseqüència del seu acomiadament del servei de Lumm.
Durant la revolució alemanya de 1918-1919, Schacht es va convertir en un Vernunftrepublikaner (partidari de la República per raó més que per convicció) que tenia reserves sobre el sistema democràtic parlamentari de la nova República de Weimar, però el va donar suport de totes maneres per raons pragmàtiques. Va ajudar a fundar l'esquerra liberal Partit Democràtic Alemany (DDP), que va tenir un paper destacat a la coalició governant de Weimar . No obstant això, Schacht es va convertir més tard en un aliat de Gustav Stresemann, el líder del Partit Popular alemany de centredreta (DVP).